# Semele striata
Semele striata is een tweekleppigensoort uit de familie van de Semelidae. De wetenschappelijke naam van de soort is voor het eerst geldig gepubliceerd in 1853 door Reeve.